# David Solari
David Eduardo Solari Poggio (Barranquilla, 21 marzo 1986) è un ex calciatore colombiano naturalizzato argentino, di ruolo attaccante.

## Biografia
È fratello dell'ex calciatore Santiago Solari, dell'ex calciatore Esteban Solari nonché della modella ed attrice Liz Solari.

## Palmarès

### Club
- Campionato israeliano: 1

Ironi Kiryat Shmona: 2011-2012
- Coppa Toto: 1

Ironi Kiryat Shmona: 2011-2012